# Evansville Crimson Giants

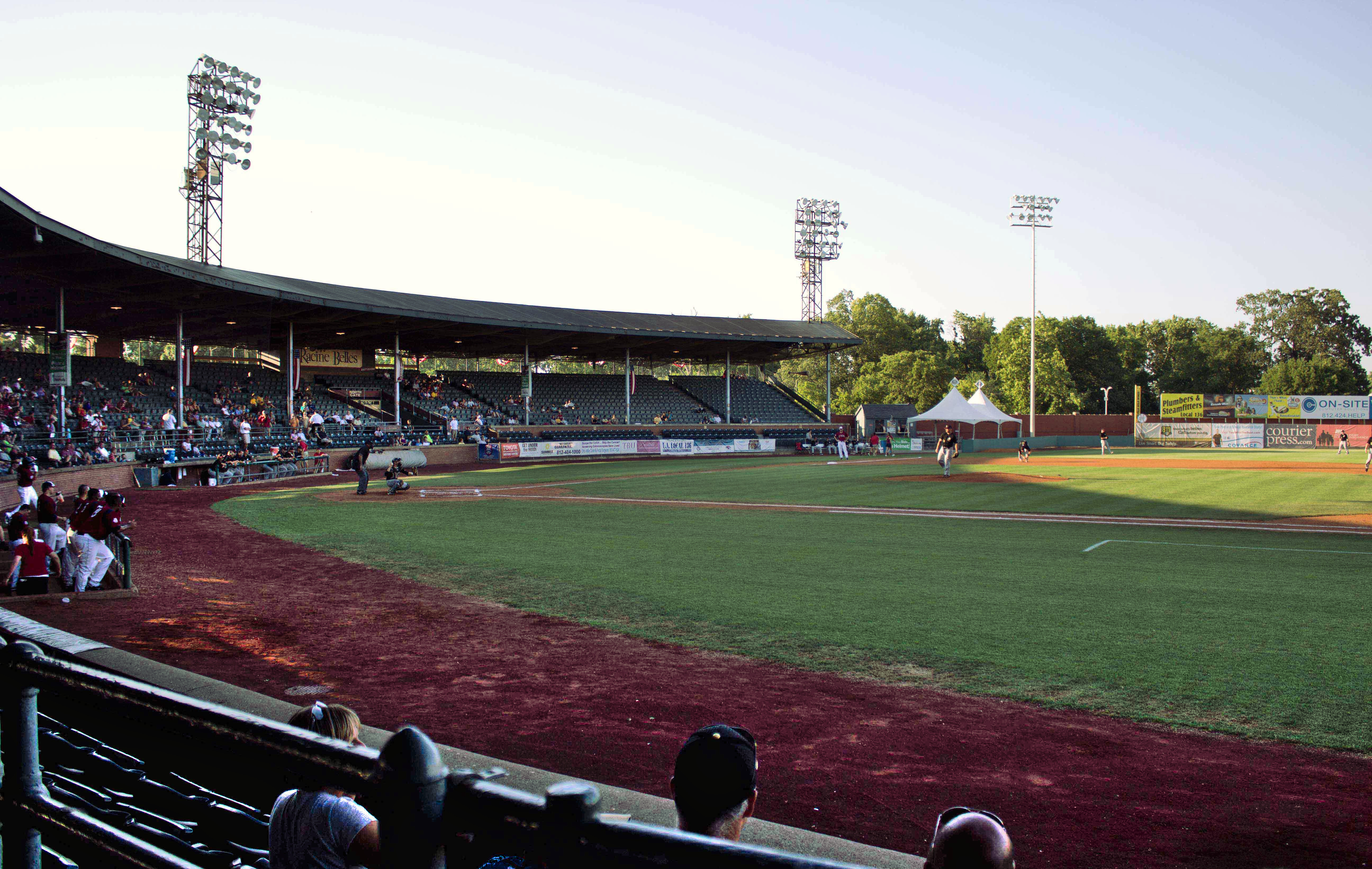
Bosse Field

Die Evansville Crimson Giants waren eine amerikanische American-Football-Mannschaft aus Evansville (Indiana), die 1921 und 1922 in der National Football League (NFL) bzw. ihrer Vorgängerliga APFA spielte. Ihre Heimspielstätte war das Bosse Field.

## Geschichte
Ende der 1910er Jahre wurden von ehemaligen College-Football-Spielern aus Evansville und Umgebung die Mannschaft Evansville Ex-Collegians gegründet. Das halb-professionelle Team spielte gegen regionale und lokale Mannschaften. Die Einnahmen aus den Eintrittsgeldern wurde unter den Spielern aufgeteilt. 1920 weckte das Team das Interesse von lokalen Geschäftsleuten, die eine Übernahme und professionellen Betrieb der Mannschaft anstrebten. Es kam jedoch zu keiner Einigung.
Im folgenden Jahr gründeten der ehemalige Fullback des Teams, Frank Fausch, und der Offensive Lineman, Mark Ingle, das Unternehmen American Football Association, um eine professionelle Football-Mannschaft zu organisieren. Dies waren die gleichen Personen, die im Jahr zuvor die Ex-Collegians übernehmen wollten. Fausch wurde Präsident und General Manager des Crimson Giants genannten Teams. Zu den Anteilseigner gehörte u. a. der Bürgermeister von Evansville Benjamin Bosse, der Vizepräsident der City National Bank sowie weitere Geschäftsleute und Profi-Football-Spieler.
Die verbliebenen Spieler der Ex-Collegians um den Quarterback Menz Lindsey versuchten zunächst eigenständig zu bleiben. Fausch gelang es jedoch auf Grund seiner Verbindungen zum Bürgermeister sowie der Organisation eines Benefizspiels für ein Veteranendenkmal sich die Nutzungsrechte am einzig adäquaten Stadion in Evansville dem Bosse Field zu sichern. Damit hatten die Ex-Collegians keine Möglichkeit publikumswirksame Spiele durchzuführen. Fausch verpflichtete nach und nach Spieler der Evansville Ex-Collegians, aber auch auswärtige Spieler. Schließlich erwarb er im August 1921 eine Franchise für die American Professional Football Association. Lindsey und weitere Ex-Collegians sahen nunmehr kaum noch Chancen selbstständig zu bleiben und traten den Crimson Giants bei.
Wie an anderen Orten zu dieser Zeit hatte der professionelle Football in Evansville mit mangelndem Zuschauerzuspruch und damit auch geringen Einnahmen in die Mannschaftskasse zu kämpfen. In das 6000 Personen fassende Bosse Field kamen maximal 1.500 Zuschauer zu den Footballspielen. Evansville hatte zur damaligen Zeit rund 85.000 Einwohner.
Die Saison 1921 begann für das Team vielversprechend. Die Spiele gegen die APFA-Konkurrenten Louisville Breckenridges und Muncie Flyers konnten gewonnen werden. Das dritte Ligaspiel gegen die Hammond Pros ging jedoch mit 0:3 verloren. Ursprünglich hatte Fausch vorgesehen, alle Spiele daheim auszutragen. Er bekam jedoch von den Green Bay Packers eine finanziell abgesicherte Zusage für ein Spiel in Green Bay. Daraufhin wurde das geplante Spiel gegen die nicht in der APFA spielenden Dayton Flyers abgesagt und man spielte stattdessen in Wisconsin. Das Spiel wurde mit 6:43 klar verloren. In der Folge versuchte Fausch weitere Spiele zu organisieren, die jedoch auf Grund der Witterung ausfallen mussten. Damit erzielten das Team keine Einnahmen und die Stadionpacht musste auch gezahlt werden. Schließlich wurde ein verschobenes Spiel gegen die Cincinnati Celts neu angesetzt. Auf Grund von starkem Regen war das Spielfeld stark aufgeweicht und die schlechte Witterung sorgte für ein geringes Zuschauerinteresse. Das Spiel konnten die Crimson Giants gewinnen.
Nach diesem Spiel übernahm das sogenannte „Committee of Five“ unter Führung Menz Lindsey und Clarence Spiegel die Teamleitung und drängten Fausch aus dem operativen Betrieb. Das angesetzte Spiel gegen den nicht in der APFA spielenden Indianapolis Football Club wurde zwar gewonnen, war aber trotzdem ein finanzieller Misserfolg. Nach einem weiteren Unentschieden gegen Paducah Alumni beendete das Team die Saison.
Die Differenzen zwischen Fausch und Lindsey hielten jedoch an. Viele Spieler der Ex-Collegians verließen das Team und gründeten mit „Fans' Association“ später „Evansville Pros“ eine eigene Mannschaft. Manager des Teams wurde der Manager des Baseball-Teams Evanston Evas Johnny Nee und Trainer der frühere Ohio-State-Runningback Herb Henderson. Die NFL-Franchise war jedoch im persönlichen Besitz von Fausch und somit dessen Team. Die Evansville Pros durften deshalb nicht gegen andere NFL-Teams spielen. Damit blieben ihnen nur zwei- und drittklassigen Konkurrenten. Die Pros konnten sich für 1922 die exklusive Nutzung des Bosse Field sichern. Fausch blieb deshalb nur übrig, mit den Crimson Giants als Reiseteam in die Saison zu starten. Die Mannschaft verlor die ersten beiden Spiele im Oktober gegen die Toledo Maroons und die Rock Island Independents.
Da die Evansville Pros nach einer Niederlage und einem Unentschieden sowie einem mageren finanziellen Ergebnis den Spielbetrieb einstellten, hoffte Fausch darauf den Pachtvertrag fürs Bosse Field übernehmen zu können. Die Verhandlungen scheiterten. Daraufhin war Fausch gezwungen, die geplanten vier Heimspiele abzusagen. Nachdem das Team Mitte November gegen die Louisville Breckenridges sein drittes Saisonspiel verloren hatte, wurde der weitere Spielbetrieb eingestellt.
Erneute Versuche von Fausch das Team zu reaktivieren scheiterten.

## Uniform
Die Evansville Crimson Giants spielten in roten Jerseys mit drei weißen schmalen umlaufenden Streifen und weißen Ziffern.

## Statistik
| Saison | Siege | Niederlagen | Unentschieden | Punkte erzielt | Punkte zugelassen | Platzierung | Head Coach   |
| ------ | ----- | ----------- | ------------- | -------------- | ----------------- | ----------- | ------------ |
| 1921   | 3     | 2           | 0             | 89             | 46                | 6.          | Frank Fausch |
| 1922   | 0     | 3           | 0             | 6              | 88                | 15.         | Frank Fausch |

## Namhafte Spieler
- Winfield K. Denton; Guard, spielte 1922 ein Spiel für die Crimson Giants, war 1948–1953 Abgeordneter im Repräsentantenhaus[4]